# A Bluebird in My Heart
A Bluebird in My Heart (conosciuto anche col titolo francese Tu ne meuras point) è un film del 2018 diretto da Jérémie Guez.
La pellicola è stata presentata l'11 marzo 2018 al South by Southwest Film Festival, per essere poi essere distribuita nelle sale francesi il 5 settembre 2018.

## Trama
Appena uscito di prigione e ancora sotto sorveglianza, il danese Denny, trova alloggio in un modesto hotel belga di periferia. La struttura è gestita da Laurence, madre dell'adolescente Clara, e con un marito in procinto di uscire dal carcere.
Clara si annoia e sente molto la mancanza del padre, anche perché la madre, con mille scuse, non la porta da mesi agli incontri in carcere. In realtà, sapendo che il marito non ha intenzione di tornare a casa in quanto ha intrapreso una relazione con una sua istruttrice, tenendo distante la figlia cerca di alleviarne il trauma che avrà quando saprà la verità e dovrà sopportare un distacco ancora più grande.
Denny, taciturno e misterioso, viene assunto come lavapiatti in un vicino ristorante asiatico e fa dei lavori edili nell'hotel per pagarsi la stanza. Clara ci fa amicizia e lui mostra grande sensibilità e vicinanza verso una ragazza che evidentemente cerca dove può una figura paterna.
Una sera in cui la madre è occupata fuori, Clara è avvicinata da un ragazzo e, vittima della propria curiosità e ingenuità, cade nella trappola del malintenzionato che la violenta. Denny sente dei rumori ma giunge solo in tempo per venire minacciato dal ragazzo, armato di pistola, che riesce a scappare.
Soccorsa la ragazzina ferita e traumatizzata, Denny mantiene con la stessa il segreto di quella sera, prefissandosi l'obiettivo di vendicarsi. Il destino lo pone presto di fronte al responsabile dello stupro e così, in preda ad un istinto violento irressistibile, lo uccide e poi ne occulta il cadavere.
Sembra farla franca, ma prima deve confessare a Laurence la verità, suscitando, almeno momentaneamente, enorme biasimo. Quindi viene trovato da una banda di malavitosi che pretende da lui il compenso per la droga andata in fumo con il cadavere del "malcapitato" violentatore-spacciatore.
Ne nasce una faida che lo costringe a nuova violenza, solo in parte placata per intervento di Clara, ma che comunque, regolati i conti, lo costringerà a fuggire.
Laurence lo aiuta in questo, avendo compreso l'umanità di un uomo, sì in difficoltà nel sedare istinti violenti, ma seriamente intenzionato a rifarsi una vita su altre basi. Clara, segnata dalla violenza ma forte degli insegnamenti di Denny, riabbraccia il padre anche se questo, uscito di prigione, probabilmente non tornerà più a casa.